# Theodor Bergk
Theodor Bergk (12 de maig del 1812 – 20 de juliol del 1881) va ser un filòleg, i una autoritat en poesia grega clàssica.
Va néixer a Leipzig. Després d'estudiar a la Universitat de Leipzig, on es va beneficiar de la instrucció de G. Hermann, va ser nomenat el 1835 al lectorat de llatí a l'escola d'orfes a Halle. Després de posseir càrrecs a Neustrelitz, Berlin i Cassel, va succeir a KF Hermann (1842) com a professor de literatura clàssica a Marburg. En 1852 es va traslladar a Friburg, i el 1857 va tornar a Halle.
El 1868 va renunciar a la seva càtedra, i es va establir per a l'estudi i el treball literari a Bonn. Va morir el 20 de juliol de 1881, a Ragatz (Suïssa), on havia anat per millorar la seva salut.
L'activitat literària de Bergk va ser molt bona, però la seva reputació es basa principalment en el seu treball en relació amb la literatura grega i els poetes lírics grecs. El seu Poetae Lyrici Graeci (1843), i Griechische Litteraturgeschichte (1872–1887) (completat per G. Hinrichs i R. Peppmüller amb l'ajut de papers pòstums de Bergk) són llibres canònics.
També va editar Anacreont (1834), els fragments d'Aristòfanes (1840), Aristòfanes (3a ed., 1872), Sòfocles (2a ed., 1868), una antologia lírica (4a ed., 1890). Entre les seves altres obres es poden esmentar: Augusti Rerum a se gestarum Index (1873); Inschriften römischer Schleudergeschosse (1876); Zur Geschichte und Topographie der Rheinlande in römischer Zeit (1882); Beiträge zur römischen Chronologie (1884).
El seu Kleine philologische Schriften ha estat editat per Peppmüller (1884–1886), i conté, a més d'una llista completa dels seus escrits, un esbós de la seva vida.